# Референдум щодо незалежності Македонії
Референдум щодо незалежності Македонії пройшов 8 вересня 1991 року для схвалення оголошення Македонією незалежності від Соціалістичної Федеративної Республіки Югославія. За незалежність висловилися переважна кількість виборців (96,4 %) за явки 76 %.
Дострокове голосування проводилося в США, Канаді та Австралії, де проживали великі національні діаспори македонців. Усі політичні лідери Македонії закликали до голосування на даному референдумі. Тим не менш, албанське населення бойкотувало референдум, розглядаючи себе пригніченою меншістю у країні.

## Результати

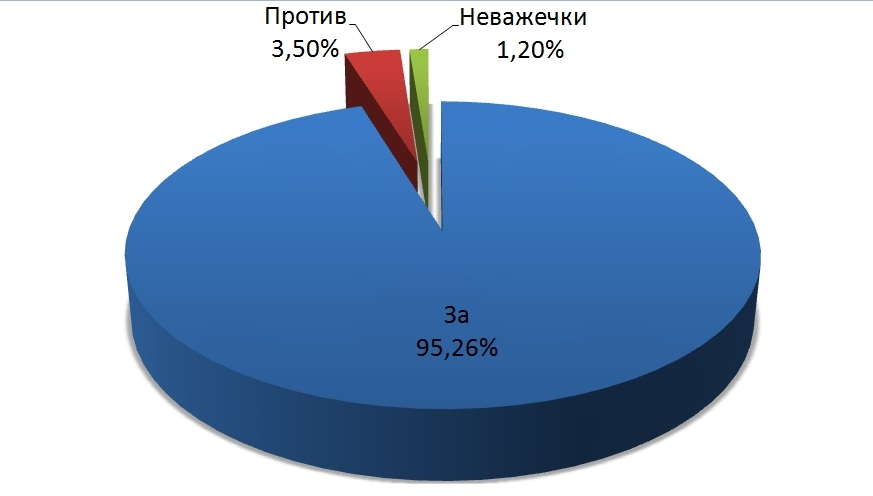
Результати референдуму.

Уже ввечері в день голосування 8 вересня 1991 року в столиці Македонії Скоп'є на площі Йосип Броз Тіто (зараз площа Македонії) голова виборчої комісії референдуму оголосив перші результати, за якими Македонія проголосувала за незалежність. Президент Киро Глигоров виступив із привітанням громадян і громадянок вільної, суверенної та незалежної Македонії.
| Результат                                                                      | Кількість | %     |
| ------------------------------------------------------------------------------ | --------- | ----- |
| Так                                                                            | 1 079 308 | 96,46 |
| Ні                                                                             | 39 639    | 3,56  |
| Недійсні                                                                       | 13 648    | 1,21  |
| Всього                                                                         | 1 132 595 | 100   |
| Загальна кількість виборців (електорат) / кількість людей, що проголосувала, % | 1 495 807 | 75,72 |

Джерело: Nohlen & Stöver.